# Уха
Уха́ (от праслав. juxa — «похлёбка, жижа») — старинное русское первое блюдо, представляющее собой прозрачный отвар из свежей рыбы одного или нескольких видов, а также трёх овощей: картофеля, моркови и лука с различными приправами. В классической подаче к ухе сервируют кулебяку и расстегаи. «Повар королей и король поваров» Антуан Карем признавал за ухой статус «самого национального супа» у русских.
Для ухи подходит любая речная рыба, из проточной воды. Самая вкусная уха получается на рыбном бульоне из живой рыбы: стерляди, окуня, а также судака, налима и сига, ершей и пескарей или разной мелкой рыбы, дающей клейкий экстрактивный бульон янтарного оттенка. Для такой ухи из только что пойманной рыбы, по мнению Е. И. Молоховец, не требуется ничего, кроме луковицы. Крепость навару из мелкой рыбы придаёт большое количество слизи, которой она покрыта, поэтому рыбу потрошат, не очищая от чешуи. Удаляя внутренности, обязательно удаляют жабры, а печень, икру и молоки варят вместе с рыбой. Из уснувшей, мороженой, прудовой и озёрной рыбы уха получается с привкусом горечи и неприятным запахом и требует дополнительных специй. Рыбу из непроточной воды для ухи выдерживают несколько дней в садках с чистой речной водой или вымачивают в виноградном уксусе.
Процесс приготовления ухи в общем виде включает два основных этапа. Сначала варят рыбный бульон, для крепости и специфического духа обычно из мелкой, «сорной» рыбы (ершей, окуней), часто до её полного разваривания, его процеживают и осветляют. Оттяжку для рыбного бульона готовят из истолчённой икры частиковых или осетровых или яичных белков. На следующем этапе в прозрачный рыбный бульон для «сладости и нежности» закладывают варить куски «благородной» рыбы (налима, сига), которую уже будут подавать на стол, её варят с с луковицами, кореньями, реже с лавровым листом и перцем, кладут также ломтики лимона без зёрен и цедры или вливают лимонный сок при подаче. В некоторых рецептах уху готовят на основе куриного бульона или овощного отвара. Уху подают только горячей, с кусочками рыбы, рубленой зеленью, к ней сервируют кулебяку или расстегаи, часто на розетке кружок лимона и рубленую зелень.

## История
Карасёва ушица — гостиная еда.
Что́ за уха! Да как жирна:

Как будто янтарём подёрнулась она.
Уха считается одним из самых древних русских жидких блюд, прародительницей всех русских супов, на что указывает этимология самого слова санскритского происхождения со значением «отвар», «жижа», который вплоть до начала XIX века готовили не только из рыбы, но и из мяса птицы, грибов и дичи. Первые упоминания ухи обнаруживаются ещё в Студийском уставе и Воскресенской летописи. В «Росписи царским кушаньям» и «Росписях кушаний боярина В. И. Морозова» перечисляются ухи куриные, мясные, окунёвые, мнёвые, осетровые, а также сладкие, поэтому выражение «уха из петуха» — не каламбур. Ухи классифицировали на белые (с луком), жёлтые (с шафраном) и чёрные (с корицей, гвоздикой и перцем). Белую куриную уху варили без круп, а чёрную и шафранную — с «пшеном сарацинским», рисом. В «Книгах во весь год в стол ествы подавать» есть выражение «ухи рядовые и горячие», встречается уха «окуневая застуженая» и ухи назимые, которые выставляли на холод для застывания и подавали на закуску. Среди рыбных ух «рядовой» называлось блюдо с кусками рыбы и различными «гарнирами» (тельным, клёцками-толченцами, налимьими печёнками и щипаные — с мелко накрошенной рыбой). В старинных рецептах дозировка ингредиентов и пряностей для ухи приводилась на две порции, и на пирах блюдо подавали на двоих, что приводило к спорам между самолюбивыми боярами по поводу того, кому с кем есть. Уху на стол подавали нескольких видов, а «меж ух пироги»: пирожки, карасики, караваи. К ухе также сервировали бобки (клёцки из пресного теста) и кундумы, или кундюбки, которые, по рецепту В. А. Лёвшина, представляли собой обжаренные и отваренные ушки с грибной начинкой.
От древних ух произошли позднее крупяные и овощные супы, лапша и похлёбки, получившие постепенно собственные названия, мясные отвары благодаря заимствованию из французской кухни стали бульонами, а прежнее имя сохранилось только за рыбным бульоном без засыпок. В конце XIX века под французским влиянием в русской ресторанной кухне уху стали осветлять и обезжиривать под консоме, в русских трактирах оставались верными старинным канонам жирной, наваристой и неосветлённой ухи, в которую при необходимости ещё и добавляли растопленного сливочного масла. Уху в современном понимании блюда Е. И. Молоховец классифицировала как прозрачный рыбный суп. В. В. Похлёбкин отдавал должное уникальности ухи в ряду других жидких блюд русского стола и тоже не считал возможным именовать ухой заправочные рыбные супы с добавлением круп или пассерованных на масле овощей.

## Виды

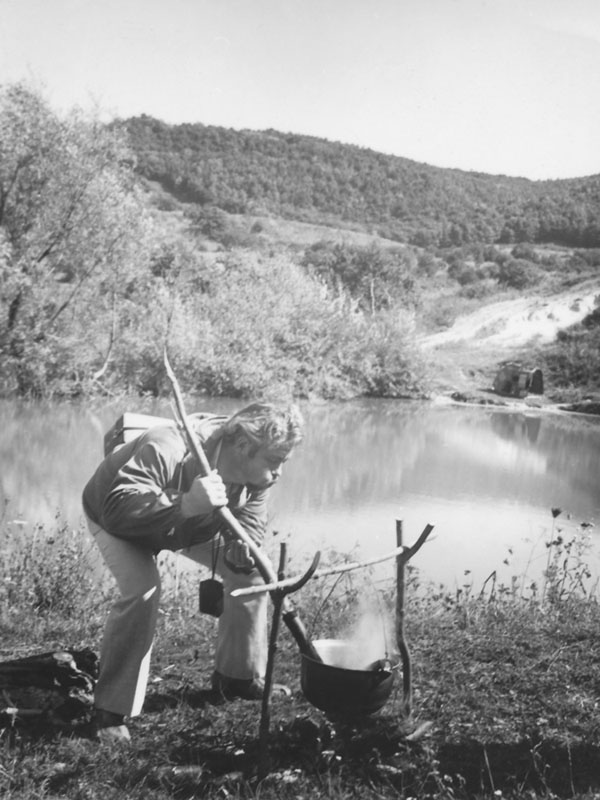
Приготовление рыбацкой ухи

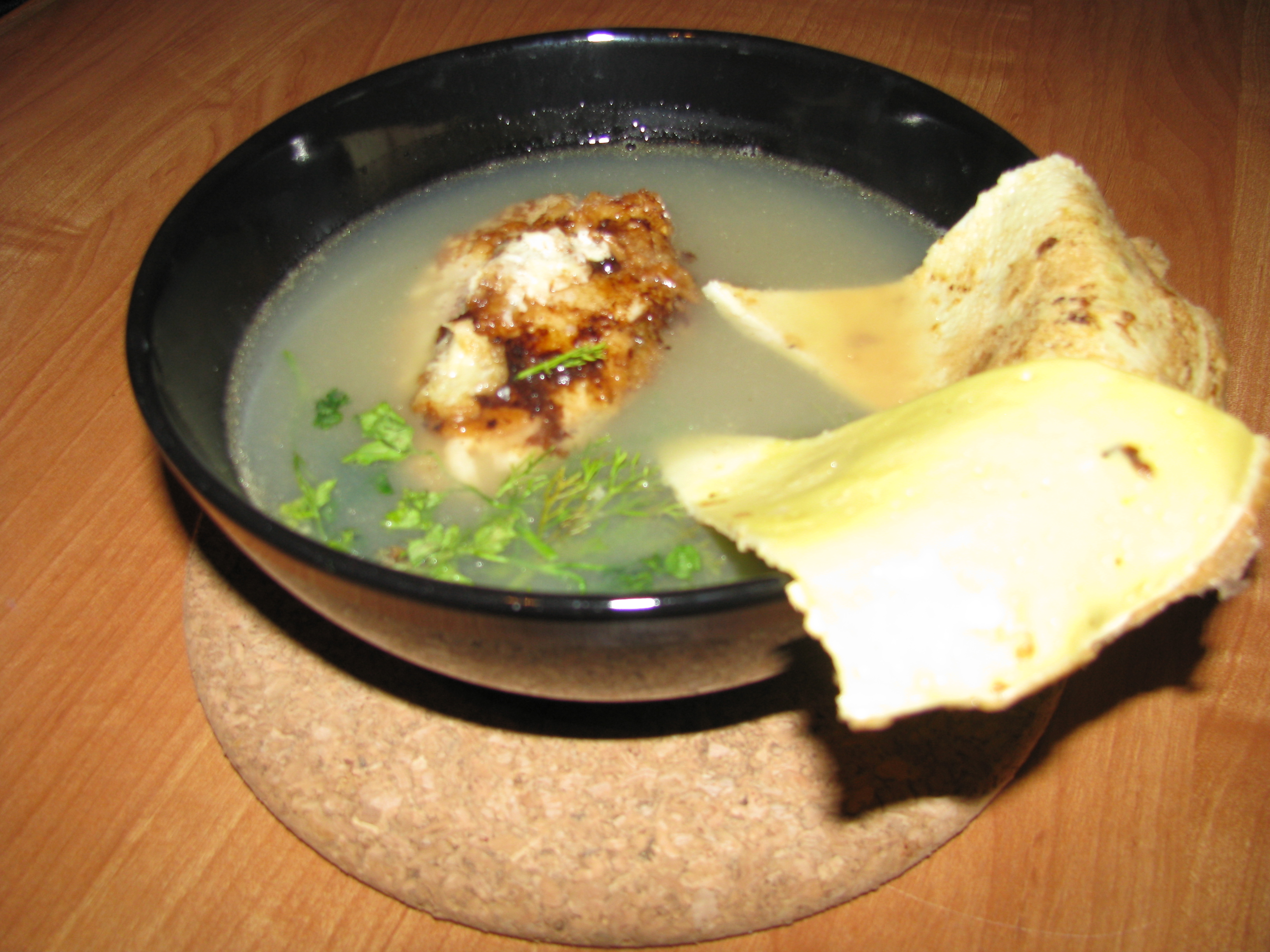
Опеканная уха из судака

По сведениям В. В. Похлёбкина, насчитывается 18 видов ухи. Рецепты носят названия по видам рыбы, по местности или по дополнительным ингредиентам. Самой знатной считалась янтарная уха, или красная, из красной рыбы, наиболее ценных пород осетровых. Двойной называется уха, сваренная на предварительно приготовленном рыбном бульоне. Для тройной янтарной ухи в бульон на куриных костях закладывают отдельно отваренные рыбные пищевые отходы (хребтовые кости, головизну) и запечённые лук и морковь с зеленью укропа и чёрным перцем. В готовый процеженный бульон добавляют ценную рыбу (дорадо или сёмгу) и отваренные морковь и картофель. Перед подачей тройную янтарную уху приправляют сливочным маслом, окрашенным в жёлто-оранжевый цвет от пассерованной в нём моркови. Роскошным блюдом считалась стерляжья уха с обязательными жёлтыми блёстками жира, перед подачей её приправляли шампанским «Клико» или сухим белым вином. По словам А. Дюма, русские сходили с ума по стерляжьей ухе, ныне стерлядь внесена в Красную книгу.
Налимовую уху, или иначе мнёвую, с характерным печёночным вкусом подают с припущенной отдельно с лимонным соком налимьей печёнкой, по рецепту В. А. Лёвшина, и с молоками. Бульон для мнёвой ухи варят на налимьих головах, костях и плавниках, а из измельчённого рыбного филе с яйцом и мукой готовят фрикадельки. Макарьевскую приказчичью уху варили из стерляди и налима с луковицей, нашпигованным корицей и гвоздикой, по готовности вливали в кастрюлю стакан мадеры и крошили пшеничный хлеб и добавляли нарезанный лимон. Если бульон из налима и стерляди на огуречном рассоле с колечками лука и красным уксусом загустить пшеничной мукой, получится барская уха. Бульон для щучьей ухи варят из головы с плавниками, потом его доводят до кипения с овощами и пряностями, дают настояться, чтобы затем отварить в нём куски щуки. Щучью голову подают отдельно, посыпанную чесноком. Карасёвую уху по рецепту со времён В. А. Лёвшина заправляют рисом. Архиерейскую уху начинают готовить с бульона из индейки или курицы, затем в нём отваривают до кашеобразного состояния мелкую речную рыбу в марлевом мешочке, после которой отваривают до полуготовности ломти осетрины. Затем бульон процеживают и закладывают в него стерлядь со специями. Перед подачей архиерейской ухи в бульон добавляют пару рюмок водки. У Н. П. Осипова имеется рецепт пьяной ухи, согласно которому несколько видов рыбы следует варить в «кислых штях», затем влить в отвар белого вина и французской водки, а подавать с поджаренным сухим хлебом. В опеканной ухе, упоминающейся ещё в «Домострое», рыбу, по данным В. В. Похлёбкина, либо обжаривали предварительно в яйце, либо доводили до готовности в печи в горшке под взбитыми яйцами. Имеются рецепты ухи с рыбными пельменями, кнелями из филе судака, фрикадельками из щучьей или окунёвой икры.
На севере России готовят молочную уху, или соловецкую, из мелкой очищенной рыбы с маслом, позаимствованную некогда новгородцами у угро-финнов. В Псковской и Ленинградской областях варят чудскую или псковскую уху из снетков, в Карелии, Архангельской и Вологодской областях — вялую или онежскую уху из сущика — сушёных окуньков, ершей и снетков, приготовляемых с рыжиками. В поморской кухне архангельскую уху готовили из трески с тресковой печенью. На юге ростовскую уху готовят с судаком на прозрачном рыбном бульоне с нарезанным на дольки картофелем, луком и корнем петрушки, а также нарезанными кружочками свежими помидорами, а при подаче гарнируют сливочным маслом и зеленью. В рецепте из рассказа «Рыбий бог» В. А. Солоухина помидоры затем вынимают, чтобы очистить от кожицы и размять, а полученную «красную жижу» опять вливают в уху. В Сибири варят уху из хариусов. Рыбацкую уху варят из мелкой живой рыбы в котелке на берегу по основному рецепту, в приморских местах, по рецепту П. М. Зеленко, добавляют толчёных крабов, и вместе с рыбой в готовый бульон закладывают крупно нарезанный картофель и лук. В региональных рецептах рыбацкую уху приправляют водкой, чтобы уха не портилась в жару, щепоткой золы, сухими грибами, крапивой, черемшой, чабрецом, толчёным с солью чесноком. В уху бурлацкую из мелкой рыбы добавляли с картофелем мелкий лук-сеянец, а также сливочное масло. Сборную уху готовят из разной рыбы, одновременно речной и красной, в рецепте В. А. Лёвшина, из ершей, пескарей, окуней, налимов и стерлядей. Для раковой ухи панцири варёных раков наполняют фаршем из рыбного филе и мяса из клешней раков с яйцом и размоченным в сливках хлебом и проваривают в рыбном бульоне. Прозрачная раковая уха имеет вкус рыбной и запах раков, её сервируют с фаршированными раковыми панцирями и раковыми шейками с зеленью.

## В культуре

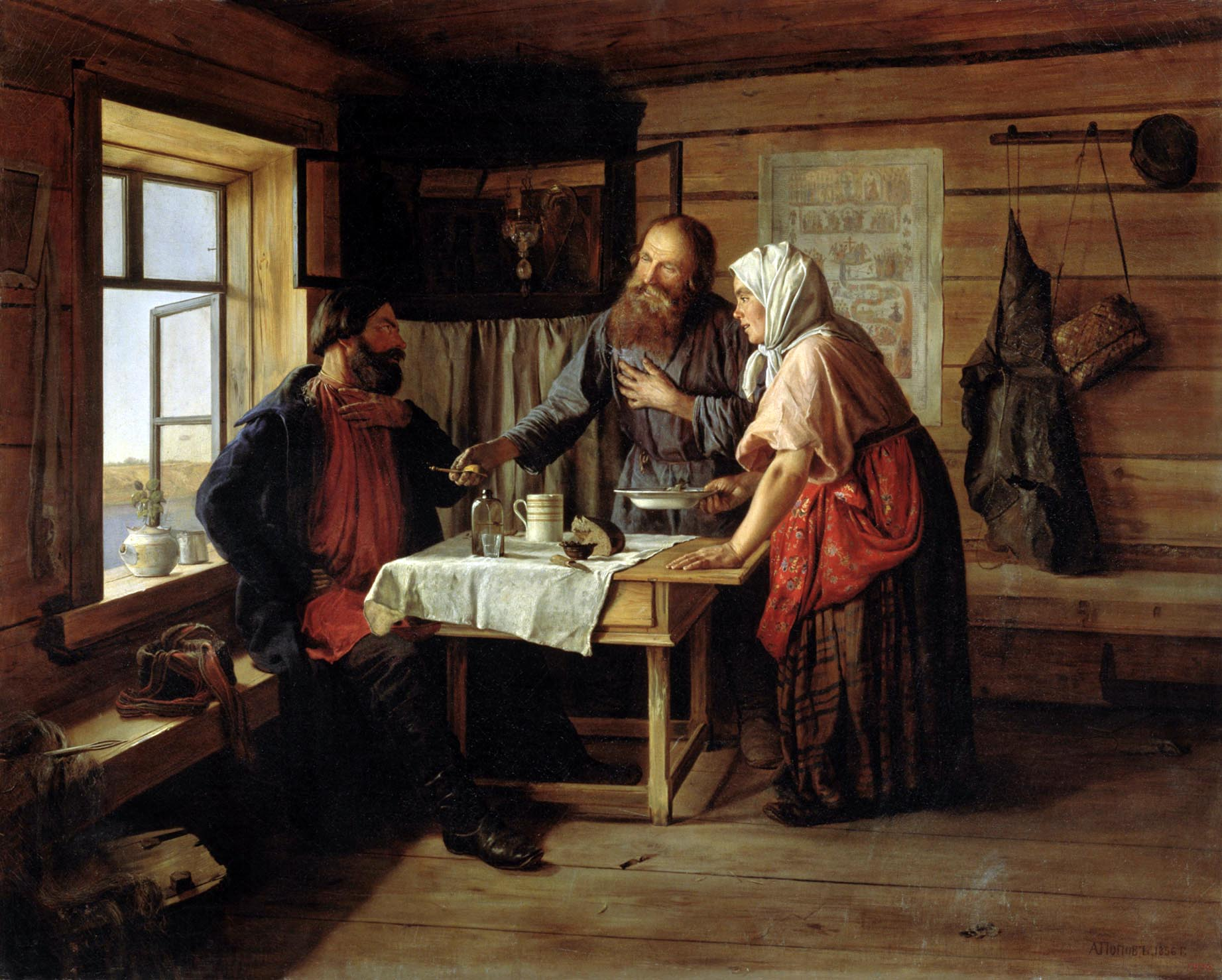
А. А. Попов. Демьянова уха. 1856

Уха с её древней историей нашла широкое отражение в произведениях русской литературы, став одним из символов русской кухни. Чаще прочих видов русские классики упоминают стерляжью уху.
В знаменитой басне И. А. Крылова «Демьянова уха» рассказывается о том, как крестьянин Демьян настойчиво и назойливо угощал соседа Фоку ухой и заставил гостя съесть несколько тарелок. Из точного, подробного описания состава блюда следует, что уха была сборная, богатая, из нежной речной рыбы (лещ) и жирной красной рыбы (стерлядь) и налимьей печёнки (потроха). Тем не менее, Фока не выдержал такого чрезмерного угощения и сбежал. Название басни стало фразеологизмом, который употребляют для описания чего-то, что назойливо предлагают, навязывают против воли и в неумеренном количестве. Сам баснописец прослыл большим любителем поесть и за один присест мог съесть среди прочего три тарелки ухи с рыбными расстегаями.
В России проводится несколько гастрономических фестивалей, посвящённых старинному русскому блюду. На хуторе Курган Азовского района Ростовской области проводится фестиваль «Донская уха», в Ростове — «Великая ростовская уха», в Вольске — Вольский фестиваль ухи.